# 坂井光夫
坂井 光夫（さかい みつお、1921年〈大正10年〉9月7日 - 2015年〈平成27年〉12月28日）は、日本の物理学者。理学博士（東京大学・1957年）。第4代東京大学原子核研究所所長。東京大学名誉教授。専門は原子核物理学。

## 略歴
新潟県新潟市西堀通6番町（現 新潟市中央区西堀通6番町）の新潟高等女学校教諭・坂井仲太郎の次男として出生。
1938年（昭和13年）3月に新潟中学校を4年で修了、1941年（昭和16年）3月に新潟高等学校を卒業、1943年（昭和18年）9月に東京帝国大学理学部物理学科を半年繰り上げ卒業、10月に海軍技術見習尉官として中国の青島に向かった。
1945年（昭和20年）10月に復員、副手として東京帝国大学理学部の嵯峨根遼吉の研究室で研究、1951年（昭和26年）9月から1954年（昭和29年）12月までフランス、スウェーデン、アメリカに留学。
1955年（昭和30年）8月に東京大学原子核研究所助教授に就任、1966年（昭和41年）9月に東京大学原子核研究所教授に就任、1968年（昭和43年）12月に第4代東京大学原子核研究所所長に就任。
1980年（昭和55年）2月1日に渡仏し、パリ郊外の病院で死の床にあった原子核物理学者・湯浅年子（癌で苦しみながらも日仏共同研究の実現に奮闘していた）にフランス国立科学研究センターが日仏共同研究を正式に承認したことを伝えた。
1982年（昭和57年）4月に東京大学を定年退官、東京大学名誉教授の称号を受称、日仏会館常務理事に就任。
2015年（平成27年）12月28日に直腸癌のため死去、94歳没。葬儀は近親者で行った。

## 研究・業績
- 原子核構造の研究で業績を上げた[4]。また、有馬朗人らと協力して1967年（昭和42年）と1977年（昭和52年）に原子核構造国際会議を開催し、日本の原子核研究の国際化に貢献した[4][11][12]。

- 妻のフランソワーズ・ブロック＝坂井とともに日本とフランスの文化交流に尽力した[4][11][13]。

## 逸話
東京大学原子核研究所の所長の時に建設を計画した高エネルギー重イオン加速器は実現しなかったが、その建設計画は形を変えて東京大学原子核研究所の後身・高エネルギー加速器研究機構の研究施設・J-PARCの加速器群に受け継がれた。

## 栄典
- 1984年（昭和59年）00 0 00 - レジオンドヌール勲章シュヴァリエ[4][11]
- 1995年（平成07年）11月3日 - 勲二等瑞宝章[14]

## 親族
- 坂井仲太郎 - 父、旧姓：宮田、国語・漢文教師、元新潟明訓中学校校長、元佐渡中学校校長、元三条高等女学校校長、元巻高等女学校校長、元小千谷高等女学校校長。新潟県南魚沼郡塩沢町出身、新潟師範学校卒業、東京高等師範学校卒業。
- 坂井秀夫 - 弟、政治学者、元専修大学法学部教授。専門は近代ヨーロッパ政治外交史。
- フランソワーズ・ブロック＝坂井 - 妻、フランス文学者、元東京大学文学部教授。
- 坂井セシル - 長女、日本文学者、パリ第7大学教授。専門は日本近現代文学。
- アンヌ・バヤール＝坂井 - 次女、日本文学者、パリ第3大学教授。専門は日本近現代文学。

## 著作物

### 著書
- 『同位元素分離・放射線防禦』中根良平・山下久雄・四手井綱彦・池田長生・伊藤岳郎・平田穰[共著]、菊池正士・ほか[編]、共立出版〈原子力工学講座 6〉、1956年。
- 『核実験装置 II』松田一久・森田右・緒方惟一・伊藤順吉[共著]、福田信之・ほか[編]、共立出版〈核物理学講座 8〉、1961年。
- 『流れゆくもの』坂井光夫教授退官記念事業会、1982年。
- 『空と海のあわい』「坂井光夫先生を囲む会」実行委員会、1996年。
- 『にしひがし 一九九七年』坂井光夫（私家版）、1999年。
- 『紺青の海』（私家版）、2009年。

### 訳書
- 『宇宙の膨張』エヴリー・シャツマン[著]、丸善、1993年。

### 論文
- CiNii収録論文 - CiNii